# Cómo decirte adiós
«Cómo Decirte Adiós» (англ. Как мне сказать тебе «прощай»?) — пятый сингл с альбома Рики Мартина A Medio Vivir. Он был выпущен 6 мая 1996.
Песня достигла семнадцатой строки в Latin Pop Songs в США.

## Форматы и трек-листы
US promotional CD single
1. «Cómo Decirte Adiós» — 3:01

## Чарты
| Чарт (1996)                  | Наивысшая позиция |
| ---------------------------- | ----------------- |
| US Billboard Latin Pop Songs | 17                |